# 月山 (小説)
『月山』（がっさん）は、森敦（1912年 - 1989年）の小説。1973年に雑誌『季刊芸術』に掲載された。1974年に第70回芥川賞を受賞し、“老新人作家”（当時、森は62歳で、第148回に黒田夏子が75歳で受賞するまでは最年長記録だった）のデビューが話題になる。1976年には本作の文章に新井満（当時は電通社員）が曲をつけたLP盤『組曲：月山』が発表される。さらに1978年には本作を原作とする同名の映画（後述）が製作された。山形県庄内地方が舞台で、タイトルの月山は山岳信仰の山として知られる。

## 映画
1979年10月20日公開。エキプド・シネマ配給。サレルノ国際映画祭グランプリ受賞。日本映画の代表として1980年の米国アカデミー賞に出品された。

### スタッフ
- 製作：佐藤正之・太田六敏・村野鐵太郎
- 脚本：髙山由紀子
- 音楽：松村禎三
- 監督：村野鐵太郎

### キャスト
- 明：河原崎次郎
- 文子：友里千賀子（新人）
- 太助：滝田裕介
- 岩蔵：井川比佐志
- 源助：稲葉義男
- 武男：小林尚臣
- 加代：片桐夕子
- 飛鳥の老婆：北林谷栄
- かね：菅井きん
- とき：川上夏代
- 方丈：鈴木瑞穂
- 方丈の妻：川口敦子
- 石田：望月太郎
- 文子の祖母：牧よし子
- カラス：河原崎長一郎

ほか